# Colli Berici Pinot bianco
Il Colli Berici Pinot bianco è un vino DOC la cui produzione è consentita nella provincia di Vicenza.

## Caratteristiche organolettiche
- colore: bianco paglierino chiaro.
- odore: delicatamente intenso, vinoso.
- sapore: armonico, pieno, vellutato.

## Produzione
Provincia, stagione, volume in ettolitri
- Vicenza  (1990/91)  3232,29
- Vicenza  (1991/92)  3019,84
- Vicenza  (1992/93)  3756,97
- Vicenza  (1993/94)  3690,45
- Vicenza  (1994/95)  4231,1
- Vicenza  (1995/96)  4125,07
- Vicenza  (1996/97)  4949,62